# Yasmine d'Ouezzan
 (juillet 2010).
Si vous disposez d'ouvrages ou d'articles de référence ou si vous connaissez des sites web de qualité traitant du thème abordé ici, merci de compléter l'article en donnant les références utiles à sa vérifiabilité et en les liant à la section « Notes et références ».
La princesse Yasmine d'Ouezzan, née le 9 janvier 1913 à Saint-Étienne et morte le 11 janvier 1997 à Paris, est la première femme à avoir gagné le championnat féminin de billard français sportif en 1932.

## Biographie
Surnommée la princesse de Ouazzane, Yassmine Moulay Brahim est née le 9 janvier 1913. Son père, Chérif Moulay Brahim, originaire de Ouazzane, au Maroc, était marié à Rose Beuque.
Dès son plus jeune âge, Cherifa Yasmine a développé une passion pour le billard et a décidé de s'installer à Paris à l'âge de 18 ans. Malgré le manque de privilèges, de fortune et du titre de princesse, qui ne cadrait pas avec les traditions familiales, elle a choisi de se lancer dans cette discipline encore peu pratiquée par les femmes, mais qui suscitait son intérêt.
Rapidement, Cherifa Yasmine s'est imposée parmi les meilleurs joueurs de son époque. Elle est devenue la première femme à obtenir une licence de billard et la première championne de France. Entre 1932 et 1939, elle a remporté sept titres consécutifs dans cette discipline. Sa carrière a été interrompue par le déclenchement de la guerre.